# Twilight Q
Twilight Q (トワイライトQ?, Towairaito Q) è una serie anime OAV fantascientifica realizzata in Giappone nel 1987 da un'idea della casa produttrice Network Frontier (attualmente Bandai Visual).
Si trattava di un progetto che consisteva nel coinvolgere i più importanti animatori ed autori giapponesi d'animazione nel tempo e far creare loro un episodio a testa, al fine di realizzare una serie di cortometraggi "d'autore" ambientati nello stesso universo narrativo; l'esperimento si interruppe però dopo soli due video, intitolati Reflection e File 538, che videro coinvolti tra gli altri Mamoru Oshii, Kazunori Itō, Akemi Takada e Kenji Kawai, per quello che viene considerato il primo frutto del progetto Headgear.

Il titolo Twilight Q si rifà alla serie televisiva statunitense Ai confini della realtà (in originale The Twilight Zone), a cui si ispira per tematiche, contenuti e presentazione.
Un format del tutto simile è stato successivamente sviluppato, con maggior successo, per la trilogia di film Matrix dei fratelli Wachowski, per la quale sono stati creati i cortometraggi della serie Animatrix.